# Bridgnorth Castle

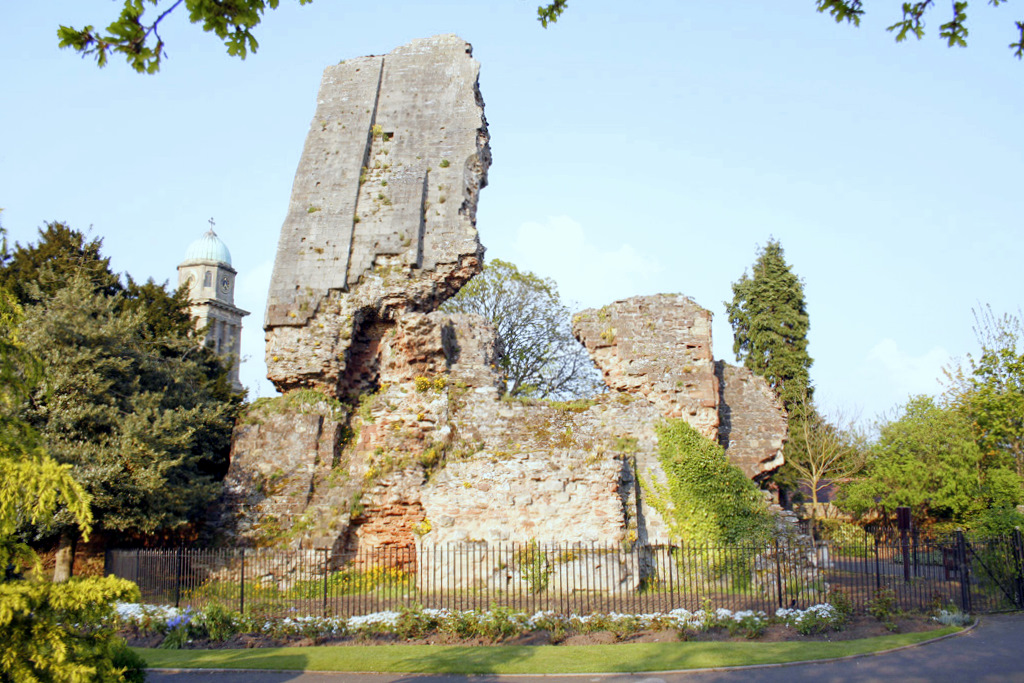
Die Ruine von Bridgnorth Caste

Bridgnorth Castle ist eine Burgruine in der Stadt Bridgnorth in der englischen Grafschaft Shropshire an den Ufern des Flusses Severn.

## Details
Die Burg ließ Robert of Bellême, der Sohn des französischen Adligen Roger de Montgomerie, bauen, der seinem Vater als Earl of Shrewsbury nachfolgte. Ihr hauptsächliches Bauwerk, ein großer Wohnturm mit quadratischem Grundriss, entstand in der Regierungszeit Heinrichs II.
Im englischen Bürgerkrieg war Bridgnorth eine der royalistischen Hochburgen in den Midlands und 1642 lagen auf der Burg große royalistische Truppen. 1646 kamen parlamentaristische Truppen in Bridgnorth an, die von Oliver Cromwell die Order hatten, Stadt und Burg von der von Sir Robert Howard geführten Garnison einzunehmen. Nach einer drei Wochen dauernden Belagerung waren die Roundheads erfolgreich und Cromwell ordnete die Zerstörung der Burg an. Bis 1647 war nur noch wenig von dem Gebäude übrig. Die Parlamentaristen ließen die Ruine größtenteils so zurück, wie man sie heute sehen kann. Nur Bausteine zur Reparatur kriegesbeschädigter Häuser in der Stadt wurden noch entnommen.

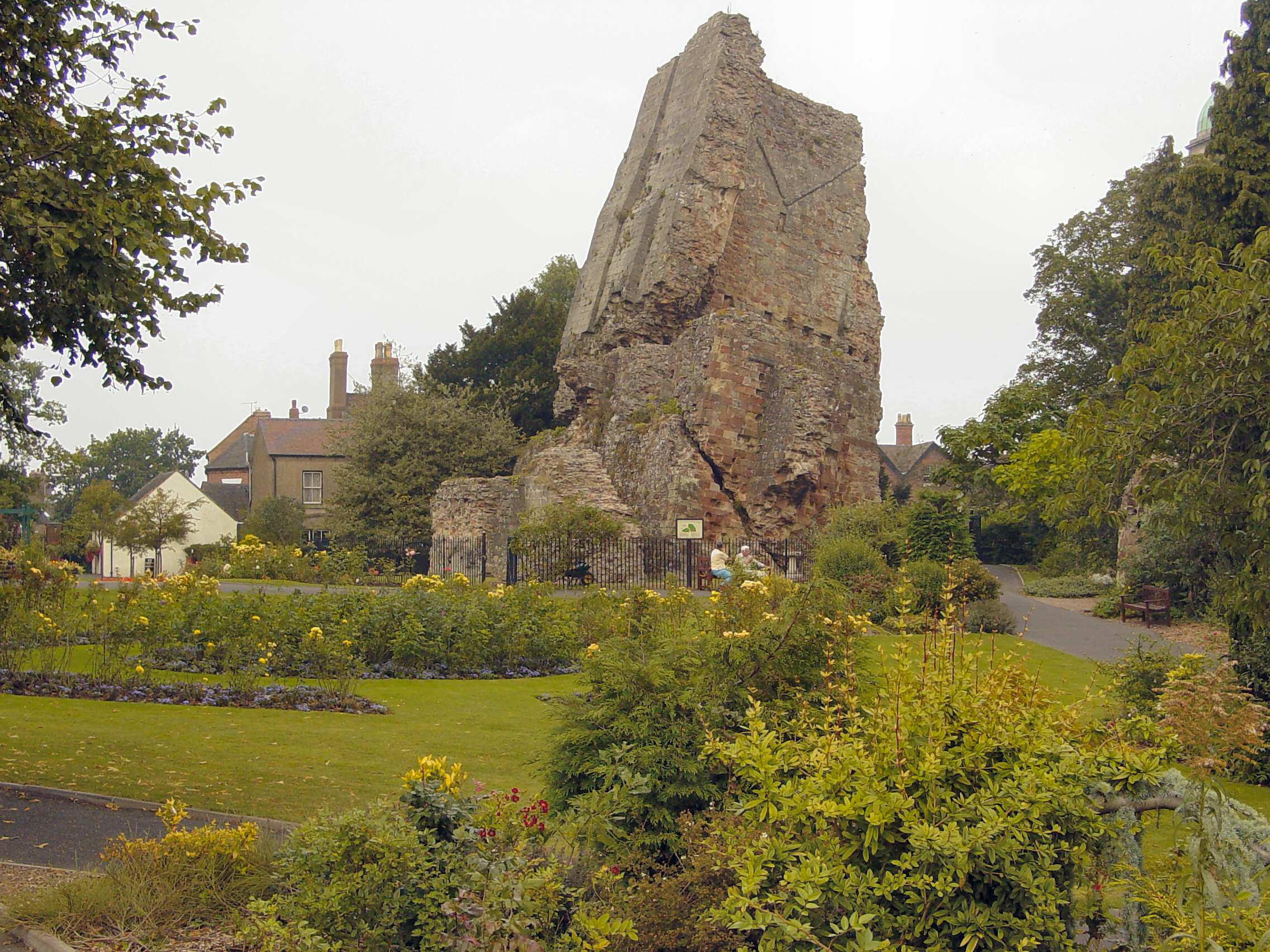
Bridgnorth Castle und der umgebende Garten

Teile des Wohnturms sind heute noch erhalten, aber aufgrund der Schäden aus dem englischen Bürgerkrieg stehen sie mit einer Neigung von 15° viermal so schief wie der Turm von Pisa. Auf dem Burggelände wurden von der archäologischen Fernsehserie Time Team drei Tage lang Ausgrabungen durchgeführt, um die Konstruktion der Burg und die Geschichte ihres Baus zu erforschen.